# My Name Is Albert Ayler
My Name Is Albert Ayler è un album discografico del sassofonista jazz Albert Ayler, pubblicato nel 1964 dall'etichetta Debut Records. Si tratta dell'album di debutto ufficiale del sassofonista.

## Il disco
Il materiale presente sul disco proviene da una session incisa per la stazione radiofonica di Copenaghen nel 1963, dove Ayler suonò insieme a una sezione ritmica scandinava comprendente il sedicenne Niels-Henning Ørsted Pedersen al contrabbasso. Dopo un'introduzione parlata ad opera di Ayler, il sassofonista imbraccia il sax soprano per una stralunata versione del classico Bye Bye Blackbird. In tutto il resto dell'album, Ayler suona il sax tenore, interpretando standard come Summertime, Billie's Bounce, On Green Dolphin Street, e un brano originale scritto di suo pugno, C.T., della durata di dodici minuti.

### LP
(1964, Debut Records, DEB-140)
Lato A
1. Introduction by Albert Ayler – 1:20
2. Bye Bye Blackbird (strumentale) – 7:30 (testo: Mort Dixon – musica: Ray Henderson)
3. Billie's Bounce – 6:05 (musica: Charlie Parker)
4. Summertime (strumentale) – 9:00 (testo: DuBose Heyward, Ira Gershwin – musica: George Gershwin)

Durata totale: 23:55
Lato B
1. On Green Dolphin Street (strumentale) – 9:20 (testo: Ned Washington – musica: Bronisław Kaper)
2. C.T. – 12:20 (musica: Albert Ayler)

Durata totale: 21:40

## Formazione

### Musicisti
- Albert Ayler – sassofono tenore, sassofono soprano (traccia A2)
- Ronnie Gardiner – batteria
- Niels Brondsted – pianoforte
- Niels-Henning Ørsted Pedersen – contrabbasso

### Crediti
- Erik Wiedemann: note interne
- Malcolm Walker: design
- Nina Aea: design copertina